# Govern de Catalunya 1932-1933
En el període 1932-1933, després d'aprovar-se l'estatut de 1932, ja que l'Estatut de Núria no va ser aprovat i va ser modificat, tenint bases similars però amb molts retalls, i fer-se les primeres eleccions al Parlament de Catalunya (1932), Francesc Macià torna a ser nomenat President de la Generalitat i, el 19 de desembre de 1932, constitueix el primer govern de la Generalitat estatutària.
En aquest període, Macià va fer uns governs dominats pel seu partit, ERC, que havia estat clar vencedor a les eleccions, a diferència dels govern provisionals que havien estat governs de concentració amb representació d'altres forces polítiques.
Segons l'estatut, el Parlament i, conseqüentment el President, eren nomenats per un període de 5 anys. Francesc Macià, però, morí el 25 de desembre de 1933, quan portava una mica més d'un any, temps en el qual va tenir tres governs:
| Generalitat Estatutària (1932-1933)      |
| President: Francesc Macià i Llussà (ERC) |

| Departament                                | Titulars                             | Titulars                             | Titulars                         |
| ------------------------------------------ | ------------------------------------ | ------------------------------------ | -------------------------------- |
| Departament                                | 19 de desembre de 1932               | 24 de gener de 1933                  | 4 d'octubre de 1933              |
| Cap del Consell Executiu i Obres Públiques | Joan Lluhí i Vallescà (ERC)          |                                      |                                  |
| Conseller Delegat i Finances               |                                      | Carles Pi i Sunyer (ERC)             |                                  |
| Conseller Primer i Finances                |                                      |                                      | Miquel Santaló i Parvorell (ERC) |
| Hisenda                                    | Carles Pi i Sunyer (ERC)             |                                      |                                  |
| Governació i Sanitat                       | Josep Tarradellas i Joan (ERC)       |                                      |                                  |
| Governació                                 |                                      | Joan Selves i Carner (ERC)           | Pere Mestres i Albet (ERC)       |
| Sanitat i Assistència Social               |                                      | Josep Dencàs i Puigdollers (ERC)     | Josep Dencàs i Puigdollers (ERC) |
| Agricultura i Economia                     | Antoni Xirau i Palau (ERC)           | Pere Mias i Codina (ERC)             | Joan Ventosa i Roig (ERC)        |
| Cultura                                    | Ventura Gassol i Rovira (ERC)        | Ventura Gassol i Rovira (ERC)        | Ventura Gassol i Rovira (ERC)    |
| Treball i Assistència Social               | Francesc Xavier Casals i Vidal (ERC) |                                      |                                  |
| Treball i Obres Públiques                  |                                      | Francesc Xavier Casals i Vidal (ERC) | Martí Barrera i Maresta (ERC)    |
| Justícia i Dret                            | Pere Comas i Calvet (ERC)            | Pere Corominas i Montanya (ERC)      | Pere Corominas i Montanya (ERC)  |

Amb la mort de Macià, el President del Parlament, Joan Casanovas i Maristany, ocupà interinament el càrrec fins a nomenar el 3 de gener, com nou President de la Generalitat, a Lluís Companys, qui havia estat el primer president del Parlament en 1932 i ho havia deixat per a ser Ministre de Marina al govern Azaña.
Companys formà un nou govern el 3 de gener de 1934 amb participació d'altres partits propers a Esquerra Republicana de Catalunya.